# Комисия за защита на конкуренцията
Комисията за защита на конкуренцията (съкратено КЗК) в Република България е специализиран държавен орган, който е създаден да защитава свободната стопанска инициатива и интересите на участниците на българския пазар. Комисията е оправомощена да прилага Закона за защита на конкуренцията.
За разлика от други регулативни органи, КЗК подобно на Конституционния съд и Сметната палата, е независима от изпълнителната и съдебната власт. Предмет на дейност на КЗК са всички жалби за нарушения на свободната пазарна конкуренция. Поради това нейните становища и решения невинаги отразяват официалната икономическа политика на правителството или на парламента. Комисията няма териториални управления в страната и осъществява цялата си дейност от седалището си в София.